# Hospital Clínico Universitario de Valencia
El Hospital Clínico Universitario de Valencia (oficialmente en valenciano: Hospital Clínic Universitari de València) es un centro hospitalario valenciano ubicado en la avenida Blasco Ibáñez, en la ciudad de Valencia. Pertenece a la Consejería de Sanidad Universal y Salud Pública de la Generalidad Valenciana. Es uno de los cuatro hospitales de referencia existentes en la capital valenciana, junto al Hospital La Fe, el Hospital General y el Hospital Doctor Peset. Se trata de una institución centenaria, vinculada históricamente a la Facultad de Medicina de la Universidad de Valencia, cuyas instalaciones son anexas.

## El hospital
El hospital clínico de Valencia atiende una población de alrededor de 321 793 habitantes, y su área de salud cuenta con 16 centros de salud, 16 consultorios, dos puntos de atención continuada, un centro de especialidades, el centro de especialidades El Grao, un Hospital complementario, el Hospital de la Malvarrosa y un Instituto de Investigación Sanitaria INCLIVA. En 2014 se contabilizaron 23 591 ingresos en el Hospital Clínico y 1937 en el Hospital complementario de La Malvarrosa. 14 985 intervenciones quirúrgicas programadas y 3587 urgentes, más las 10 968 del Hospital la Malvarrosa. Se atendieron además 148 760 urgencias, 60 883 primeras consultas externas en el hospital Clínico y 270 251 sucesivas; 84 184 primeras en el Centro de Especialidades El Grao y 96 200 sucesivas y 14 045 primeras consultas externas en la Malvarrosa y 20 501 sucesivas. 
Tanto el hospital como el Departamento de salud de Valencia-Clínico-Malavarrosa están dirigidos por Álvaro Bonet como Gerente del Departamento, por Jorge Navarro como Director Médico del Hospital, Juana Belmar como Directora Económica, Mª José Gastaldo como Directora de Enfermería y Ana Sanmartín como Directora Médica de Atención Primaria.